# Pier Leone Ghezzi

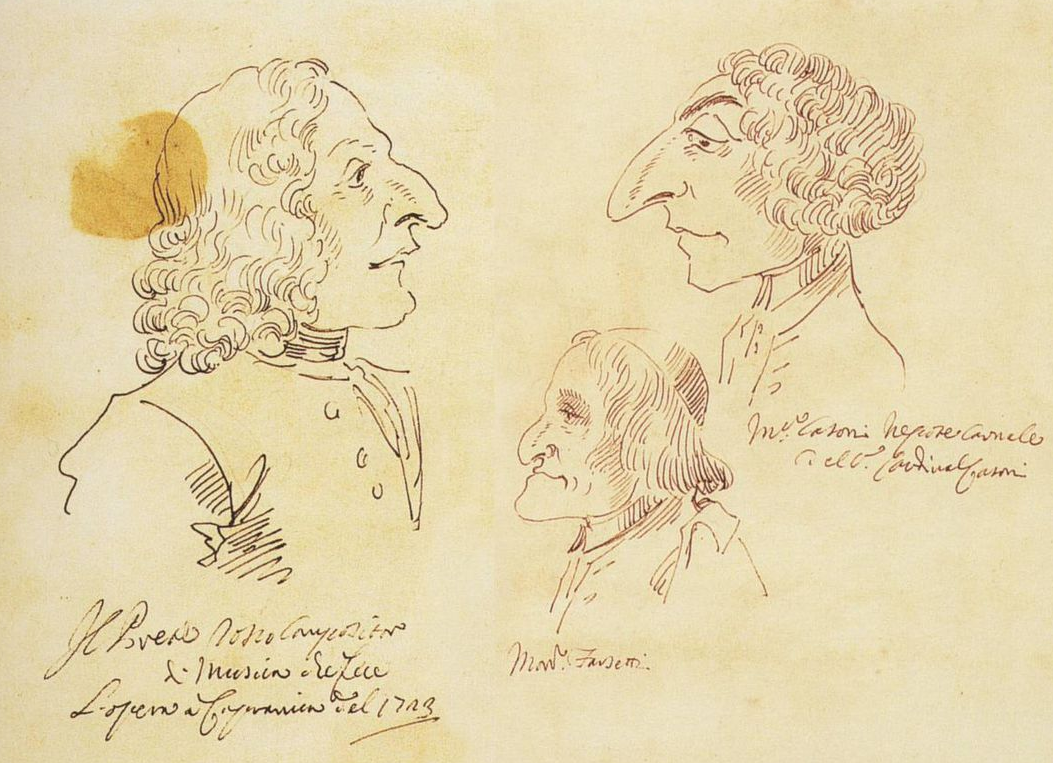
Karikatyr av tre präster av Pier Leone Ghezzi 1723, personen till vänster är Antonio Vivaldi.

Pier Leone Ghezzi, född 28 juni 1674 i Comunanza, nuvarande Marche, död i mars 1755 i Rom, var en italiensk rokokomålare och karikatyrtecknare verksam i Rom. Pier Leone Ghezzi verkade som målare och framställde bland annat fresker i Vatikanen, samt som kopparstickare. Han är dock mest känd som illustratör och karikatyrtecknare.